# Ligne de Beaune à Saint-Loup-de-la-Salle
La ligne de Beaune à Saint-Loup-de-la-Salle est une ancienne ligne ferroviaire française à voie normale, qui reliait Beaune, en Côte-d'Or, à Saint-Loup-Géanges, en Saône-et-Loire, située sur la ligne de Chagny à Dole-Ville.
Elle constituait la ligne 864 000 du réseau ferré national.

## Histoire
Cette ligne a été déclarée d'utilité publique le 27 juillet 1880 comme embranchement de la ligne de Chagny à Auxonne. Elle est concédée à titre définitif à la Compagnie des chemins de fer de Paris à Lyon et à la Méditerranée par une loi le 2 août 1886.
La ligne a été mise en service le 3 novembre 1896.
Elle a été fermée au service des voyageurs le 1er juillet 1938 et au service des marchandises dans le courant de l'année 1941.
La ligne (PK 0,564 à 9,590) est déclassée en totalité par décret le 12 novembre 1954.

## Infrastructure
C'était une ligne à voie unique établie en grande partie en alignement. Le profil était correct, les déclivités ne dépassaient pas 10 ‰. Elle ne comportait pas d'ouvrages d'art significatifs.